# Laîche pauciflore
Carex pauciflora
Espèce
Statut de conservation UICN

 LC  : Préoccupation mineure
La Laîche pauciflore (Carex pauciflora) est une espèce de plantes de la famille des Cypéracées.